# Peter Settman
Peter Settman, född 24 februari 1969 i Aspudden i Hägerstens församling, Stockholm, är en svensk skådespelare, programledare, manusförfattare, TV-producent, samt grundare av TV-produktionsbolaget Baluba och riskkapitalbolaget Simplexity Partners.
Settman är känd för en bredare publik främst genom Ronny och Ragge, Så ska det låta och Dansbandskampen.

## Biografi
Settman växte upp i Sätra som enda barnet hos sin mamma Marianne. Fadern avled i cancer när Peter Settman var 14 år gammal. Han började att spela teater i Skärholmen i tioårsåldern och gick på Södra Latin tillsammans med bland andra Fredde Granberg och Gila Bergqvist.
Han startade sitt första produktionsbolag 1987, och började vid 21 års ålder som medverkande i TV-programmet Kosmopol i Växjö, men det var med TV-serien Sommarlov och Gerilla TV – Laijv 1991 som hans karriär kom igång på allvar. Det var i Gerilla TV – Laijv som figurerna Ronny och Ragge dök upp för första gången. Settman och Granberg fortsatte under 1990-talet att samarbeta i flera TV-serier: Megafon, Äntligen måndag, Egäntligen måndag, Stereo och Bara med Bruno. Genom årens lopp skapade de många rollfigurer, som till exempel Tratten och Finkel och Snutarna, men dessa figurer blev aldrig lika stora som Ronny och Ragge.

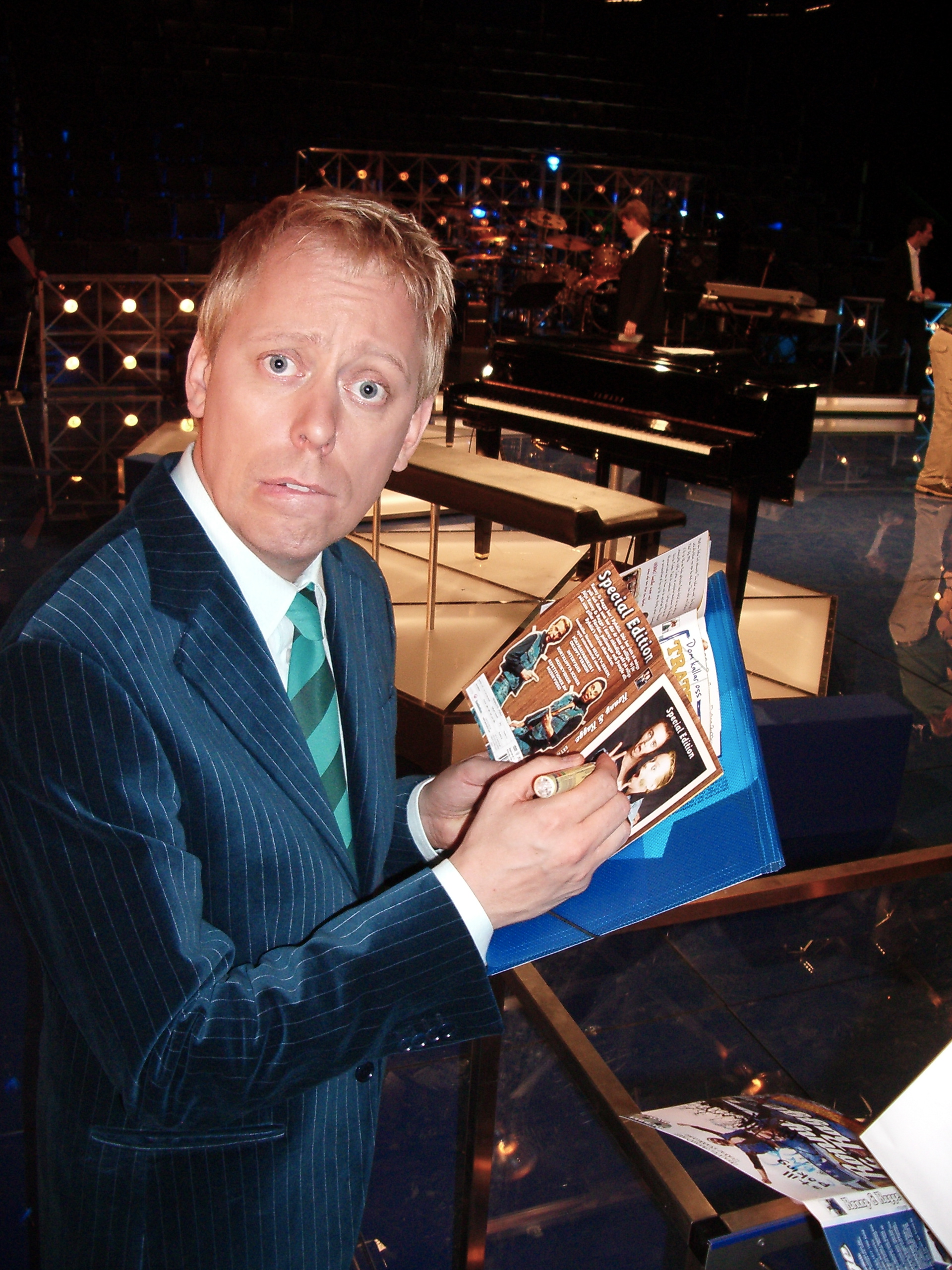
Peter Settman 2007.

Settman och Granberg gick skilda vägar i slutet av 1990-talet. Granberg fortsatte i invanda spår med TV-serien Hem till Midgård, medan Settman till en början koncentrerade sig på producentjobbet med företaget Baluba, som han grundat 1989. Baluba producerade vid den tiden flera barnprogram för TV4. År 2001 fick Settman rollen som ängeln Gabriel i TV-serien En ängels tålamod. 2004 var han programledare i Melodifestivalen. I Melodifestivalen 2005 var han tillbaka igen, men nu som producent.
År 2006 blev Settman ny programledare för underhållnings- och musikprogrammet Så ska det låta i SVT och han var dessutom programledare för Sommarkrysset sommaren 2005. Hösten 2008 och 2009 var Settman programledare för Dansbandskampen i SVT. Den 22 december 2013 var hans sista gång som programledare för Så ska det låta. Under vintern 2013–2014 ledde han den nya talkshowen Settman på plats, som visades i SVT.
År 2009 sålde Settman produktionsbolaget Baluba till riskkapitalföretaget Capman för 92 miljoner. Han arbetade kvar på Baluba till 2014 som senior producent. År 2014 startade han produktionsbolaget Brain Academy, där han även är VD, som riktar in sig på manusbaserade serier. Brain Academy är en del av produktionsbolaget Nice där Settman är delägare. Den första internationella tv-produktionen från Brain Academy blev komediserien Swedish Dicks som Settman varit med i, skrivit och regisserat.
År 2009 grundade Settman riskkapitalbolaget Simplexity Partners  som har investerat i bland annat robotföretaget Exechon, mediemarknadsplatsen och projektledningsverktyget Qyre, medtechbolaget Biovisor Group, parfymföretaget Sniph, och det egna Los Angeles-baserade produktionsbolaget Stockholm Syndrome. Simplexity Partners är även inblandade i den Amerikanska versionen av Eurovision Song Contest, American Song Contest, som anordnas av NBC för första gången år 2022.
Settman sitter i styrelsen för antimobbningsrörelsen Friends samt för internetlåneföretaget Loanland.

### Familj
Settman har fyra söner, två med den tidigare sambon Sara Carlsson (född 1970), dotter till Janne "Loffe" Carlsson och Eva Ljungdahl, och två med tidigare hustrun Anna Settman (tidigare Vegerfors), tidigare VD på Aftonbladet Nya Medier. Sedan 2023 är han gift med Carmen Navis.

## Medverkan i film och TV
- 1983 – Fredens röst (tv)
- 1985 – August Strindberg ett liv (tv)
- 1991 – Kosmopol, SVT (inslagsproducent/programledare)
- 1991 – Sommarlov SVT
- 1991 – Gerilla TV – Laijv (Ronny och Ragge) SVT
- 1992-1993 – Megafon (Ronny och Ragge) SVT
- 1994-1995 – Äntligen måndag/Egäntligen måndag (Snutarna)
- Snutarna
- 1996 – Tulpanmysteriet
- Halloj Holland
- 1996 – Stereo (Tratten och Finkel) SVT
- 1998 – Snacka om  nyheter (TV-serie)
- 1999 – Browalls (TV-serie) (idé, producent)
- 2000 – Vägen till El Dorado (röst)
- 2001 – En ängels tålamod
- 2004 – Melodifestivalen (programledare)
- 2005 – Melodifestivalen (producent)
- 2005 – Sommarkrysset (programledare)
- 2006- – Så ska det låta (programledare)
- 2007 – 2010 – Svenska Idrottsgalan (programledare)
- 2008 – Dansbandskampen (programledare)
- 2009 – Dansbandskampen (programledare)
- 2010 – Minuten (programledare)
- 2012 – Idéfabriken (programledare)
- 2013 – Settman på plats (programledare)
- 2019 – Enkelstöten (TV-serie)